# NOAAS Ferdinand R. Hassler (S 250)

Le NOAAS Ferdinand R. Hassler (S 250) est un bâtiment hydrographique utilisé par la National Oceanic and Atmospheric Administration (NOAA). Le port d'attache du navire est New Castle dans le New Hampshire.

## Histoire
Mis en service le 8 juin 2012, Ferdinand R. Hassler est un navire de cartographie côtière, l'un des ajouts les plus récents à la flotte de la NOAA. Opérant des Grands Lacs au golfe du Mexique, le navire a pour mission principale de réaliser des relevés hydrographiques en appui à la mission de cartographie marine de la NOAA.

### Note et référence
- (en) Cet article est partiellement ou en totalité issu de l’article de Wikipédia en anglais intitulé « NOAAS Ferdinand R. Hassler (S 250) » (voir la liste des auteurs).